# August Krogh
Schack August Steenberg Krogh (Grenaa, 15 november 1874 – Kopenhagen, 13 september 1949) was een Deense arts en dierkundige. Hij deed een aantal fundamentele ontdekkingen op verschillende gebieden van de fysiologie.
In 1920 werd Krogh de Nobelprijs voor de Fysiologie of Geneeskunde toegekend voor de ontdekking van het regelmechanisme van de haarvaten in skeletspieren. Krogh was de eerste in het beschrijven van de aanpassing van bloedverspreiding naar behoefte in spieren en andere organen door het openen en sluiten van de arteriolen en haarvaten.

## Biografie
Krogh werd geboren in de Deense kustplaats Grenaa als zoon van de scheepsbouwer Viggo Krogh en Marie Drechmann. In zijn jeugd raakte hij geïnteresseerd in de natuurwetenschappen, aangespoord door zijn leraar en vriend William Sörensen die hem adviseerde verder te gaan in fysiologie. In 1893 begon Krogh aan de Universiteit van Kopenhagen aan een studie geneeskunde, maar richtte zich al snel op de zoölogie. In 1897 was hij werkzaam in het laboratorium van Medische Fysiologie van Christian Bohr. Na zijn examen werd hij diens assistent. Hij promoveerde in 1903 aan de Universiteit van Kopenhagen.
Een docentschap in zoöfysiologie aan de Universiteit van Kopenhagen werd in 1908 speciaal voor hem gecreëerd en die acht jaar later werd omgezet in een leerstoel. Deze positie bezette hij tot aan zijn pensionering in 1945.

## Werk
Krogh was een pionier in vergelijkende studies op dieren. Hij schreef zijn proefschrift over de ademhaling door de huid en longen bij de kikker: Respiratory Exchange of Animals, 1915. Later bestudeerde Krogh water- en elektroliethomeostase van waterdieren en schreef hij de boeken Osmotic Regulation (1939) en Comparative Physiology of Respiratory Mechanisms (1941). Hierenboven publiceerde Krogh meer dan 200 artikelen in internationale tijdschriften. Hij maakte wetenschappelijke instrumenten waarvan verschillende aanzienlijk praktisch nut hadden, bijv. de spirometer en het apparaat om de grondstofwisselingswerkzaamheid te meten.
Veel van zijn werk deed hij samen met zijn vrouw Birte Marie (Marie) Krogh (1874-1943), zelf een bekend wetenschapper. In 1921 werd ze gediagnosticeerd met Type-2 diabetes, een ziekte die in die tijd alleen behandeld kon worden door het volgen van een speciaal dieet – vaak met weinig effect. Ze reisden naar Toronto en ontmoetten daar John Macleod, die met zijn collega Frederick Banting succesvol het hormoon insuline had geïsoleerd. Met toestemming van Macleod bracht Krogh insuline naar Denemarken en zette een insuline-productiefaciliteit op. Binnen maanden behoorde Marie Krogh tot de duizenden Deense diabetici die insuline gebruikten. Samen met Hagedorn leverde Krogh een belangrijke bijdrage aan het opzetten van een Deense insuline-productie door ethanol-extractie van het hormoon uit het pancreas van varkens.
1901: Behring · 
1902: Ross · 
1903: Finsen · 
1904: Pavlov · 
1905: Koch · 
1906: Golgi, Ramón y Cajal · 
1907: Laveran · 
1908: Mechnikov, Ehrlich · 
1909: Kocher · 
1910: Kossel · 
1911: Gullstrand · 
1912: Carrel · 
1913: Richet ·
1914: Bárány · 
1919: Bordet · 
1920: Krogh · 
1922: Hill, Meyerhof · 
1923: Banting, Macleod · 
1924: Einthoven ·
1926: Fibiger · 
1927: Wagner-Jauregg · 
1928: Nicolle · 
1929: Eijkman, Hopkins · 
1930: Landsteiner · 
1931: Warburg · 
1932: Sherrington, Adrian · 
1933: Morgan · 
1934: Whipple, Minot, Murphy · 
1935: Spemann · 
1936: Dale, Loewi · 
1937: Szent-Györgyi · 
1938: Heymans · 
1939: Domagk · 
1943: Dam, Doisy · 
1944: Erlanger, Gasser · 
1945: Fleming, Chain, Florey · 
1946: Muller · 
1947: C. Cori, G. Cori, Houssay · 
1948: Müller · 
1949: Hess, Moniz · 
1950: Kendall, Reichstein, Hench · 
1951: Theiler · 
1952: Waksman · 
1953: Krebs,Lipmann ·
1954: Enders, Weller, Robbins · 
1955: Theorell · 
1956: Cournand, Forssmann, Richards · 
1957: Bovet · 
1958: Beadle, Tatum, Lederberg · 
1959: Ochoa, Kornberg · 
1960: Burnet, Medawar · 
1961: Békésy · 
1962: Crick, Watson, Wilkins · 
1963: Eccles, Hodgkin, Huxley · 
1964: Bloch, Lynen · 
1965: Jacob, Lwoff, Monod · 
1966: Rous, Huggins · 
1967: Granit, Hartline, Wald · 
1968: Holley, Khorana, Nirenberg · 
1969: Delbrück, Hershey, Luria · 
1970: Katz, Euler, Axelrod · 
1971: Sutherland · 
1972: Edelman, Porter · 
1973: Frisch, Lorenz, Tinbergen · 
1974: Claude, De Duve, Palade · 
1975: Baltimore, Dulbecco, Temin ·
1976: Blumberg, Gajdusek · 
1977: Guillemin, Schally, Yalow · 
1978: Arber, Nathans, Smith · 
1979: Cormack, Hounsfield · 
1980: Benacerraf, Dausset, Snell · 
1981: Sperry, Hubel, Wiesel · 
1982: Bergström, Samuelsson, Vane · 
1983: McClintock · 
1984: Jerne, Köhler, Milstein · 
1985: Brown, Goldstein · 
1986: Cohen, Levi-Montalcini · 
1987: Tonegawa · 
1988: Black, Elion, Hitchings · 
1989: Bishop, Varmus · 
1990: Murray, Thomas · 
1991: Neher, Sakmann · 
1992: Fischer, Krebs · 
1993: Roberts, Sharp · 
1994: Gilman, Rodbell · 
1995: Lewis, Nüsslein-Volhard, Wieschaus · 
1996: Doherty, Zinkernagel · 
1997: Prusiner · 
1998: Furchgott, Ignarro, Murad · 
1999: Blobel · 
2000: Carlsson, Greengard, Kandel ·
2001: Hartwell, Hunt, Nurse · 
2002: Brenner, Horvitz, Sulston · 
2003: Lauterbur, Mansfield · 
2004: Axel, Buck · 
2005: Marshall, Warren ·
2006: Fire, Mello ·
2007: Capecchi, Smithies, Evans ·
2008: Zur Hausen, Barré–Sinoussi, Montagnier ·
2009: Blackburn, Greider, Szostak ·
2010: Edwards ·
2011: Beutler, Hoffmann, Steinman ·
2012: Gurdon, Yamanaka ·
2013: Rothman, Schekman, Südhof ·
2014: O'Keefe, Moser, Moser ·
2015: Campbell, Omura, Tu ·
2016: Osumi ·
2017: Hall, Rosbash, Young ·
2018: Allison, Honjo ·
2019: Kaelin, Ratcliffe, Semenza ·
2020: Alter, Houghton, Rice ·
2021: Julius, Patapoutian ·
2022: Pääbo ·
2023: Karikó, Weissman ·
2024: Ambros, Ruvkun